# William Ledyard Stark
William Ledyard Stark (* 29. Juli 1853 in Mystic, New London County, Connecticut; † 11. November 1922 in Tarpon Springs, Florida) war ein US-amerikanischer Politiker. Zwischen 1897 und 1903 vertrat er den vierten Wahlbezirk des Bundesstaates Nebraska im US-Repräsentantenhaus.

## Werdegang
William Stark besuchte bis 1872 das Mystic Valley Institute. Nach einem Umzug nach Wyoming im Stark County in Illinois arbeitete er als Lehrer und Ladenangestellter. Nach einem Jurastudium am Union College of Law in Chicago und seiner 1878 erfolgten Zulassung als Rechtsanwalt zog er nach Aurora in Nebraska. Dort wurde er Leiter der Schulbehörde dieses Ortes und war stellvertretender Bezirksstaatsanwalt. Danach fungierte er als Bezirksrichter im Hamilton County. William Stark war außerdem als Major Mitglied der Nationalgarde von Nebraska, wo er der juristischen Abteilung angehörte.
Stark war Mitglied der kurzlebigen Populist Party. Für diese Partei kandidierte er bei den Kongresswahlen des Jahres 1894 erstmals für das US-Repräsentantenhaus und unterlag dem republikanischen Amtsinhaber Eugene Jerome Hainer. Zwei Jahre später konnte er Hainer besiegen und am 4. März 1897 dessen Platz im Kongress einnehmen. Nach zwei Wiederwahlen übte er dieses Mandat bis zum 3. März 1903 aus. Nachdem er im Jahr 1902 erfolglos für eine weitere Amtszeit kandidiert hatte, zog sich William Stark nach Aurora in den Ruhestand zurück. Er starb am 11. November 1922 in Florida und wurde in Aurora beigesetzt.